# 泰拳

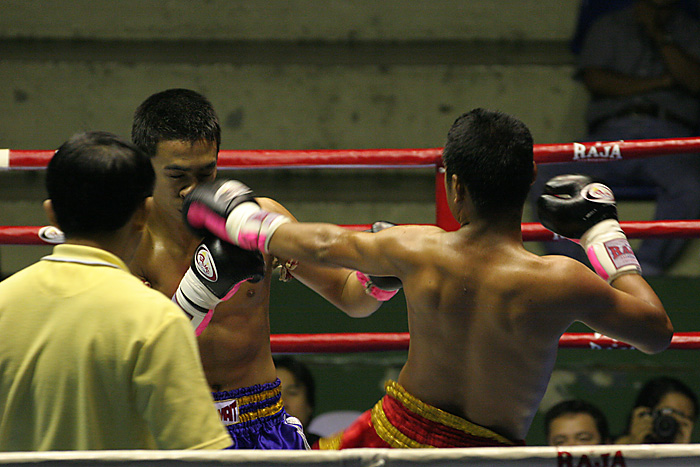
泰拳选手

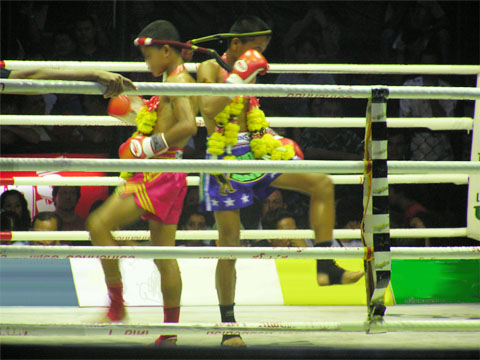
少年泰拳选手

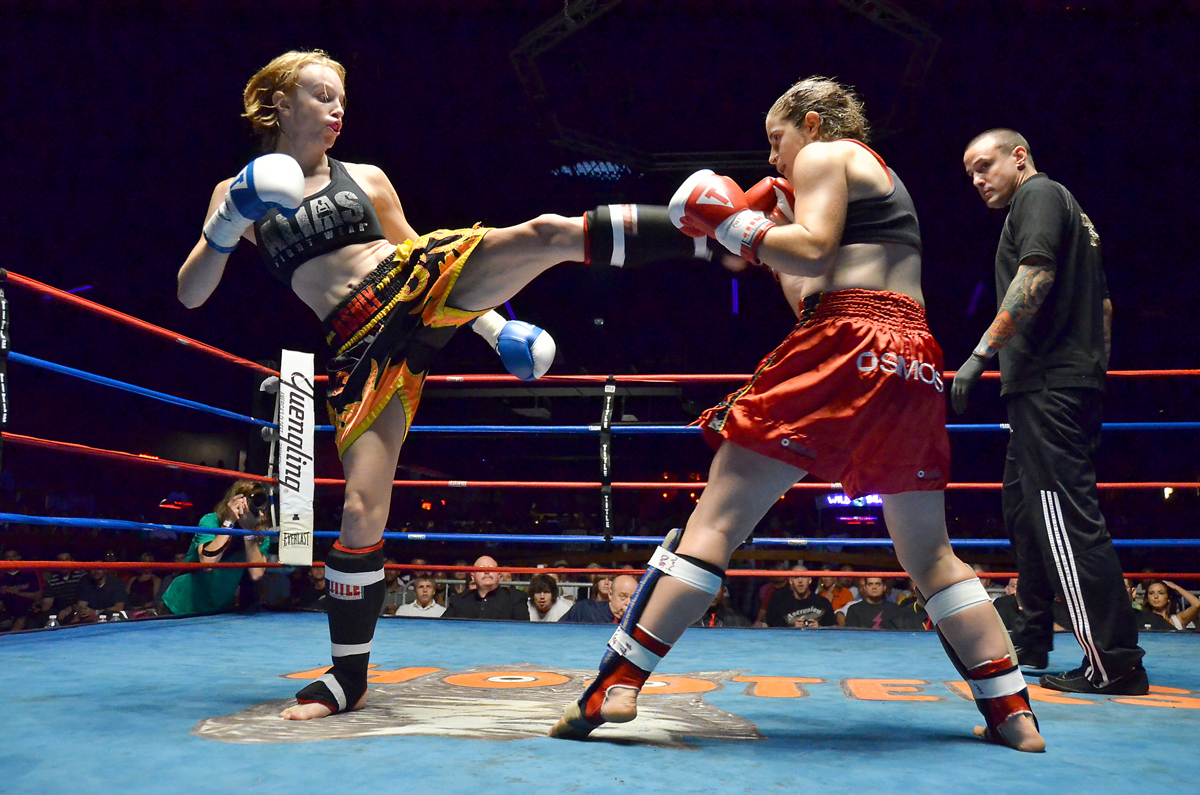
泰拳踢

泰拳，是泰國的傳統徒搏技術，特點是可以在極短的距離内，任意使用拳、腿、膝、肘攻擊對手，為一種注重實用的剛猛的競技型徒手武術。泰文單字Muay 來自於梵語的Mavya，而泰拳原文Muay Thai 意為「八肢的科學」或「八肢的藝術」，因為其使用了雙拳、雙腳、雙肘、雙膝這八點來進行攻擊，與雙點的拳擊和四點的老鞋（亦即法國式腿擊）不同。

## 泰拳分类
泰国的徒手武術源于几百年前，统稱泰拳，原本只有一种形式，隨着時间与地区的差异出现了几种派系与分类。
- 第一种为古泰拳（亦称為古典泰拳，英譯：Muay Thai Boran，传统实用制敌技法，擂台禁用），細分为南部風（Muay Chaiya、Muay Maa Yang）、東部風格（Muay Korat）、中部風格（Muay Pak Klang、Muay Lopburi、Muay Ayutthaya）、北部風格（Muay Thasao、Muay Lanna）、北部風格清邁分支（Muay Thai Sanga）等等。
- 第二种为擂台泰拳(也稱竞技泰拳)，有专业拳手（没戴头套，只戴拳套）和业餘拳手（有戴头套及拳套）两种。
- 第三种为表演泰拳，有传统礼法及饰物。
- 第四种为健身泰拳，没有制服、传统礼法、招式及饰物，不为格斗只为健身。
- 第五种为平民泰拳，没有制服、传统礼法、招式及饰物，一切從简。
- 第六种为街头泰拳，没有制服、传统礼法及饰物，招式兇狠，战斗为主，源自20多年前的监狱時期，现已失传。
- 第七种为传统泰拳（Muay Thai Maha Monkun 玛哈檬坤古泰拳），是由街头式、擂台式以及三种古泰拳整合而成，有制服，礼法，饰物及古招式。

## 起源
当代学者对泰拳的历史及起源尚有争论。历史上，泰国曾经同缅甸发生过数次战争，许多與泰拳有关的历史资料在古代缅甸军队攻陷阿育陀耶王朝都城时已经遗失。
同其它各类技击术一样，泰拳的产生和发展也必然经历了由低级到高级、由简单到复杂的过程。人类在进化、发展的过程中，不可避免地会受到野兽以及人类内部敌人的袭击。为了保证自己的安全，人类本能地运用身体各部位同袭击自己的野兽和敌人搏斗，这就产生了原始的攻防动作。泰民族的祖先们把自己的思想和从生活经验中获得的知识，同攻防的具体实践结合起来，并进一步提炼，于是形成了具有本民族特色的徒手搏击技术体系。
从前，泰拳手在搏斗时用粗棉线把双拳缠得如同铠甲一般，并在拳峰处扎成结，然后将双拳浸泡在粘液中，再撒上碎玻璃或砂砾，使双拳表面异常粗糙。后来这种方法逐渐被停止使用，取而代之以拳击手套。二十世纪初，玫瑰园广场设立拳台以后，泰拳便成为一项具备一系列规则的体育运动，拳台地板由木质材料制成，在上面铺以用灯芯草做成的垫子，拳手着短裤比赛。比赛以分钟来计时，设一名裁判。
泰拳在中国的正式传播，要追溯到20世纪90年代末。1998年，在泰王国驻昆明总领事馆的积极帮助下，职业泰拳教练首次通过泰国官方途徑进入中国教授泰拳，令中国武术界能更方便、深入了解泰拳。
泰國曾經被緬甸入侵，許多泰拳武者憑著泰拳戰勝入侵者，並促使泰拳的普及。後來據傳法國人侵略中南半島，在與泰國對戰時，亦學得了泰式腿法，即法國腿擊術，惟另有一說，法國腿擊術是流傳自法國馬賽港口的水手間。

## 訓練特色
拳手通常從小時候開始培養，每天練習八小時，其中包括各種體能、重量、反應、技巧的訓練，有些訓練方法相當艱苦，例如受訓者將兩手高舉，教練會用旋踢踢受訓者的兩脅；或者用拳衝打，藉以訓練拳手的抗打能力；另外有人直接使用鋼棒打擊手臂和小腿，來訓練骨頭的堅硬程度。由於泰拳技术较具實用性，许多綜合格鬥（Mixed Martial Arts）选手都練習泰拳。

## 技术分类
泰拳擂台技术主要包括拳法、肘法、膝法、腿法：
- 拳法：正拳、擺拳、勾拳。
- 肘法：頂肘、挑肘、砸肘、掛肘、擺肘、撞肘、絞肘。
- 膝法：撞膝、砸膝、彈膝、側膝。
- 腳法：前蹬、側蹬、後蹬、正蹬、前踢、側踢、後踢、正踢、掃踢、鏟踢、迴旋踢、後旋踢。
- 步法：进步、退步、闪步、冲刺步、急退步、环绕步、前滑步、后滑步。

泰拳的基本招法被划分为两大类，即母招与子招，各有15项：
- 母招：鱼牙交错、飞鸟掀巢、爪哇投矛、依诺刺剑、举须弥山、老僧掐瓜、孟人撑柱、插木钉、锷鱼摆尾、折象鼻、扭蛇尾、飞鸟还巢、灭油灯、魔王捉猴、折象颈。
- 子招：神象击齿、抹面腿、魔王偷女、罗摩射箭、狮子越涧、鹿回头、山神卷土、蛟龙潜海、神猴献戒、越人撒网、泰也撑柱、天鹅折翅、扎花环、老僧扫院、切瓜。

## 拜师拳舞

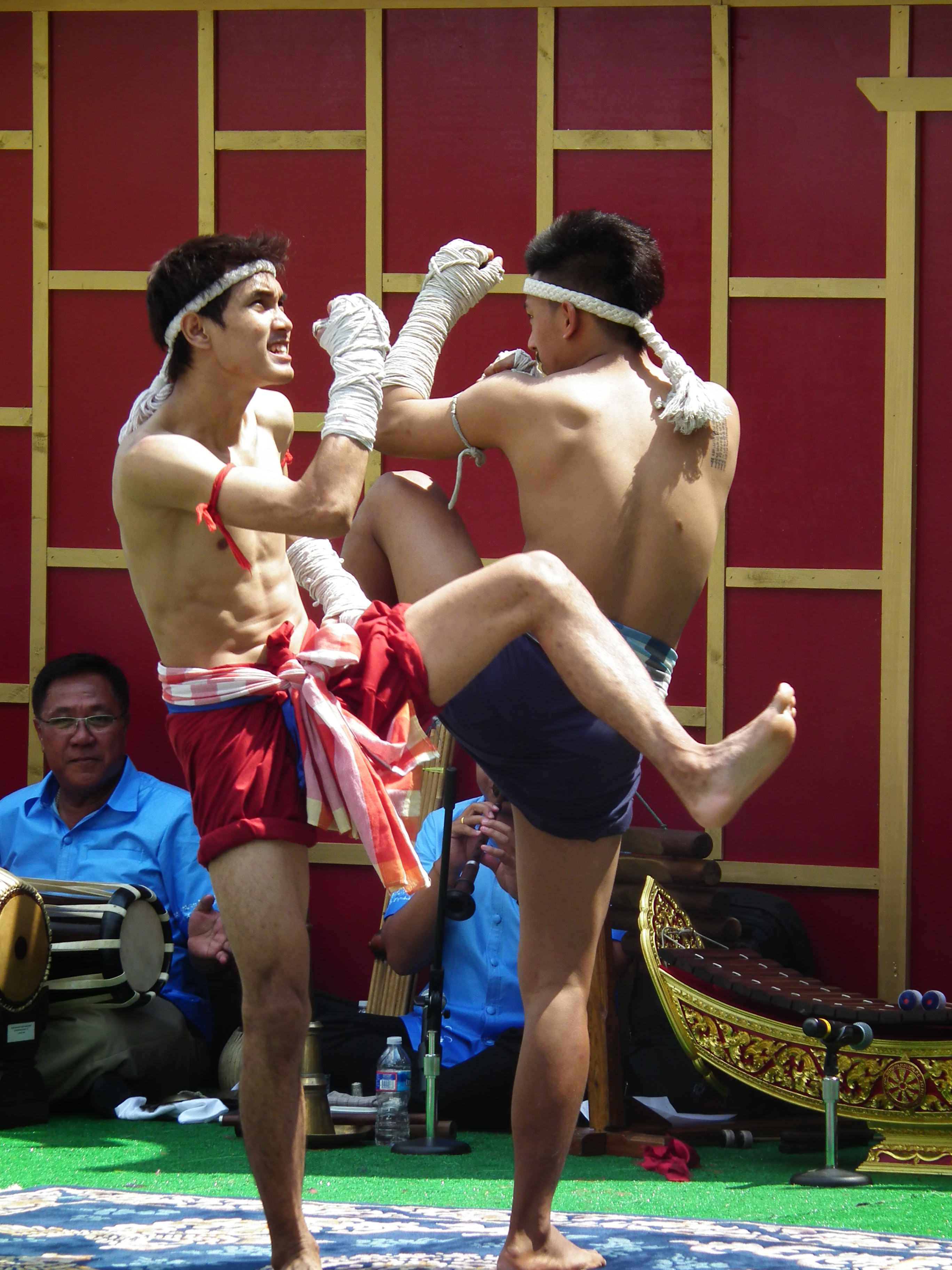
拜师拳舞

源于古泰拳，擂台式泰拳比赛正式开始前，泰拳手会在音乐伴奏下表演拜师拳舞，祈求平安以及表示对父母和师长的敬意，同时也通过拜师拳舞来进行热身。
当今常见的拜师拳舞（拜神敬师拳舞礼）有“四面梵天”、“少女抹粉”、“天鹅飞翔”、“罗摩逐鹿”、“鹰神展翅”、“猴神拨云”、“象神揺鼻”、“猴神射箭”、“勇士磨刀”、“美人照鏡”等动作。

## 伴奏乐器
泰拳比赛须有音乐伴奏。伴奏音乐通常由四名乐手演奏，所用乐器有爪哇筚（ปี่ชวา）、印度式双面鼓（กลองแขก）、镲（ฉิ่ง）和锣（ฆ้อง）四种。

## 护具
泰拳手使用的护具有“蒙坤”（มงคล）和“巴加”（ประเจียด），是一种结绳制成分别配戴于头部和上臂，源于古泰拳在古時候此物经过泰神师傅（法师）唸咒划符作法会起到护身的作用，泰神教中有几种密符経咒如Kata Mahamonkum、Kata Maahwu、Namapattat等，最高等级可以刀槍不入。现代擂台比賽前，多数只作为一种仪式，泰拳手头戴“蒙坤”行拜师拳舞，向恩师表示敬意。拳舞完毕后，“蒙坤”由教练或经纪人在第一回合比赛开始前脱去。

## 历史名人

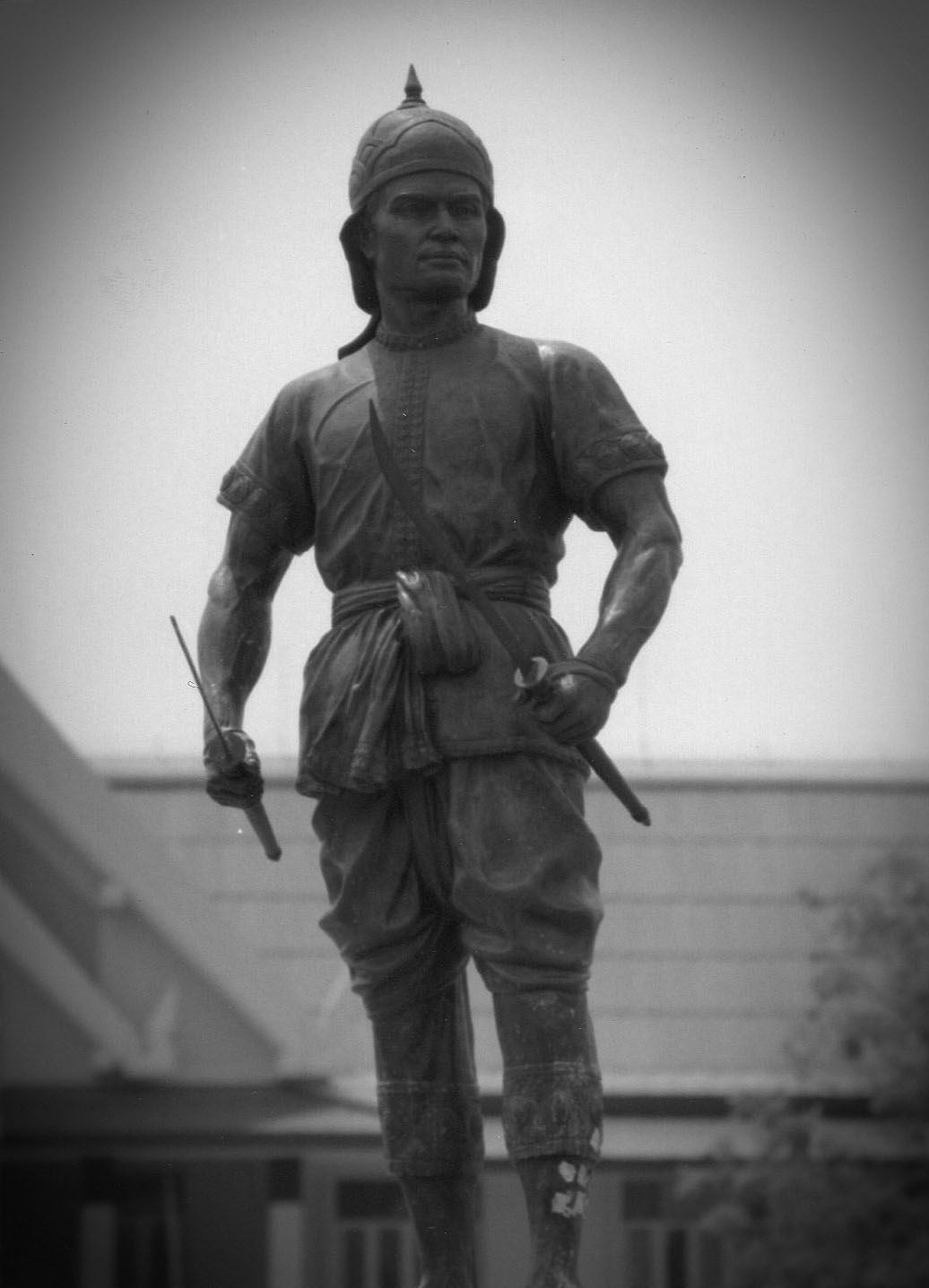
断刀帕雅披猜

- 乃克侬东（นายขนมต้ม）：被认为是使泰拳获得崇高荣誉，堪稱『泰拳之神』，并使泰拳的声誉跨越了国界的第一人，每年3月17日泰拳节（又稱乃克儂東節）也为纪念他，现今泰国有他的塑像视为泰拳祖师。[1]
- 断刀帕雅披猜（พระยาพิชัยดาบหัก）：在泰国历史上的阿育陀耶王朝陷落后，他率领人民抵抗敌军，战刀折断后，仍然凭泰拳战斗，被视为运用泰拳战胜敌人的民族英雄。[1]还有东尼嘉，泰拳演出电影多部

## 参阅
- 武术
- 功夫
- 緬甸拳

## 泰拳題材電影
- 《拳霸》
- 《女拳霸》
- 《冬蔭功 (電影)》

## 外部連結
- 国际业余泰拳联合会